# Rhododendron eymae
Rhododendron eymae är en ljungväxtart som beskrevs av Herman Otto Sleumer. Rhododendron eymae ingår i släktet rododendron, och familjen ljungväxter. Inga underarter finns listade i Catalogue of Life.